# 中澤巠夫
中澤 巠夫（なかざわ みちお、1905年12月31日 - 1985年2月13日）は、日本の作家。
当時の東京府北豊島郡小石川村（現 東京都文京区小石川）生まれ。1928年法政大学専門部卒。映画の脚本家を志すが、1934年『オール読物』の懸賞小説に当選、作家となる。1939年海音寺潮五郎らと同人誌『文学建設』を創刊、1943年『阿波山嶽党』で第1回歴史文学賞受賞。戦後も時代小説、歴史小説を書いたが、晩年は子供向け古典の再話、偉人伝などを書いた。

## 著書
- 攘夷の道 近代小説社 1942
- 惟神の礎 紀元二千六百年奉祝会 1942
- 藤田小四郎 鶴書房 1943
- 阿波山岳党 講談社 1943 (日本小説新書)
- 妻への手紙 勤皇烈士篇 皇国青年教育協会 1944
- 風雲天帝城  講談社 1952 (少年少女評判読物選集)
- 石地蔵弥太 同光社磯部書房 1952
- 一心太助 同光社磯部書房 1952
- おしゃれ源吾 同光社磯部書房 1952
- 観音笛 講談社 1952 (少年少女評判読物選集)
- 恋花笠 同光社磯部書房 1953
- 鳴門恋笠 同光社磯部書房 1953
- 弥太郎地蔵旅 同光社磯部書房 1953
- 明玉夕玉 東京文芸社 1954-1955
- 天狗童子 偕成社 1954
- 花の不夜城 東京文芸社 1954
- 尼子十勇士 東京文芸社 1954 のち春陽文庫
- 神変黄金城 偕成社 1954
- 変幻かぐら 偕成社 1955
- 雪わり草紙 偕成社 1955
- 群盗往来 東京文芸社 1955
- 幕末剣豪伝 鱒書房 1955 (歴史新書)
- 剣侠恋花笠 東京文芸社 1955
- 丸橋忠弥 鱒書房 1955 (実録巷談新書)
- 相馬大作 鱒書房 1955 (実録巷談新書)
- 無法剣客伝 鱒書房 1955 (歴史新書)
- 春風笠 同光社 1956
- やわら太平記 同光社 1956
- 吉原大尽舞 東方社 1956
- 剣客水滸伝 同光社 1957
- 黒帯浪人 同光社出版 1957
- 風雲の虎王 東京文芸社 1957
- 修羅の虎王 東京文芸社 1957
- まぼろし蝶 東京文芸社 1957
- 熱火の王子  講談社(少年少女日本歴史小説全集) 1958
- 楽天公方 同光社出版 1958
- 飛燕の劒 同人社 1958
- 嵐を呼ぶ新選組 同光社出版 1958
- 人物日本歴史 2－3 東西文明社 1959
- 少年少女小説日本歴史 実業之日本社 1959
- 恋慕夜叉 同人社 1959
- わが名は素浪人 新文芸社 1959
- 黒帯若様 同光社出版 1959
- 新日本史話 第1、4 刀江書院 1960
- 維新刺客伝 利根書房 1960
- 日本の英雄 偕成社 (少年少女ものがたり百科) 1961
- 日本歴史のひかり 偕成社(少年少女ものがたり百科) 1962
- 義経物語 日本古典 講談社(少年少女世界名作全集) 1962
- 徳川光圀 憂国の名君 偕成社(世界偉人伝全集) 1963
- 日露大戦争 偕成社(少年少女歴史小説全集 1963
- 聖徳太子 日本文化の建設者 偕成社(世界偉人伝全集) 1966
- 幕末暗殺史録 雄山閣出版 1966
- 明治暗殺史録 雄山閣出版 1966
- 遣唐船物語・羅城門と怪盗 学習研究社 (物語日本史) 1967
- 日本神話物語 集英社(少年少女世界の名作) 1968
- 史説幕末暗殺 雄山閣出版 1971
- 家系の歴史 雄山閣出版 1972
- 忍者スパイ物語 忍術とスパイの世界をさぐる 偕成社 1975 (少年少女ノンフィクション物語)
- 徳川家康 あかね書房 1976.2 (嵐の中の日本人シリーズ)
- 高橋是清 世界の伝記 23 ぎょうせい 1980.1
- 藤原鎌足 世界の伝記 40 ぎょうせい 1980.12
- 上杉謙信 世界の伝記 5 ぎょうせい 1981.5
- 釈迦 世界の伝記 18 ぎょうせい 1981.9
- 宮本武蔵 ポプラ社文庫 1984.3